# Аллен, Грант
Чарльз Грант Аллен (англ. Charles Grant Allen; 1848—1899) — англо-канадский писатель. Убеждённый агностик и социалист, сторонник идей эволюционизма.

## Биография
Родился в семье протестантского священника, эмигранта из Дублина (Ирландия). Его мать была дочерью пятого барона де Лонгёй. Получил хорошее домашнее образование, в возрасте 13 лет вместе с родителями переехал в Соединенные Штаты, а затем во Францию, позже в Соединенное Королевство. Обучался в школе короля Эдуарда в Бирмингеме и в колледже Мёртон в Оксфорде.
После окончания школы Аллен некоторое время учился во Франции. В 1870—1871 годах преподавал в колледже Брайтона. Был профессором Королевского колледжа на Ямайке.
Оставив профессуру, в 1876 году вернулся в Англию, где занялся творчеством, завоевав репутацию своими научными эссе и литературными произведениями в духе Р. Л. Стивенсона.
Умер от рака печени.

## Творчество
В 1884—1899 годах опубликовал около 30 романов, много рассказов и научных эссе.
Первые книги Аллена посвящены научным вопросам, в частности «Physiological Æsthetics» (1877) и «Flowers and Their Pedigrees» (1886). В начале творческой деятельности на него оказали влияние концепция ассоциативной психологии философов Александра Бэна и Герберта Спенсера.
В работе «The Evolution of the Idea of God» (1897), автор пропагандирует теорию неортодоксальной религии.
Аллен — автор трактатов по эстетике — «Physiological Aesthetics» (1877) и «The Colour Sense» (1879). Как эстетик Аллен — сторонник позитивистской, экспериментальной школы.
С 1895 года печатался цикл его художественных романов, посвящённых психологическому анализу любви и брака. В скандальном романе «Женщина, которая осмелилась» писатель впервые изобразил независимую женщину-феминистку, строящую брак на идее материнства, а не замужества, родившую внебрачного ребёнка. Книга стала бестселлером.
Аллен также был одним из зачинателей научно-фантастической литературы. Его роман «Британские варвары» («The British Barbarians», 1895), опубликован примерно в то же время, что и «Машина времени» Г. Уэллса (которая появилась в январе-мае 1895 года), в которой также описывается путешествие во времени, хотя сюжет совсем другой. Рассказ Аллена «Катастрофа в долине Темзы» («The Thames Valley Catastrophe») был опубликован в журнале «Strand Magazine» в 1901 году, в нём автор описывает разрушение Лондона в результате внезапного и массивного извержения вулкана .
За свою литературную жизнь Аллен написал два романа под женскими псевдонимами. Один из них, короткий роман «Типичная девушка» («The Type-writer Girl»), под именем Оливы Пратт Рейнер.

## Избранные произведения
- Strange Stories, 1884, рассказы
- For Mamie’s Sake, 1886
- In All Shades, 1886
- The Beckoning Hand, and Other Stories, 1887, рассказы
- The Devil’s Die, 1888
- This Mortal Coil, 1888
- Dr Palliser’s Patient, 1889
- The Tents of Shem, 1889
- Dumaresq’s Daughter, 1891
- What’s Bred in the Bone, 1891
- The Duchess of Powysland, 1892
- Blood Royal, 1893
- Ivan Greet’s Masterpiece, and Other Stories, 1893, рассказы
- The Scallywag, 1893
- An Army Doctor’s Romance, 1894
- At Market Value, 1894
- The British Barbarians, 1895
- The Woman Who Did, 1895
- Moorland Idylls, 1896
- A Splendid Sin, 1896
- An African Millionaire, 1897, рассказы
- The Type-Writer Girl, 1897
- The Incidental Bishop, 1898
- Linnet, 1898
- Miss Cayley’s Adventures, 1899
- Twelve Tales, 1899, рассказы
- Hilda Wade, Hospital Nurse, 1900, рассказы
- Sir Theodore’s Guest, and Other Stories, 1902, рассказы
- Under Sealed Orders, 1895